# 幌見峠
幌見峠（ほろみとうげ）は、北海道札幌市中央区円山西町にある峠。
札幌市中央区の南西部、盤渓の北海道道82号西野真駒内清田線と、円山西町の北海道道89号札幌環状線を結ぶ、札幌市道滝の沢線にある標高280mほどの小高い峠である。近傍に同名の四等三角点「幌見峠」がある。
円山の頂の向こうに札幌市の中心部を一望できるところから、秩父宮雍仁親王によって命名されたという。
峠にはラベンダー園と、日本唯一の夜景専用駐車場がある。ここからの夜景は日本夜景遺産、新日本三大夜景にも認定されている。